# مدولاسیون کد پالس
مدولاسیون پالس-کد (به انگلیسی: Pulse-code modulation) یا پی‌سی‌ام (PCM)، یک روش دیجیتال‌کردن سیگنال‌های آنالوگ، به ویژه در مخابرات، است. در این مدولاسیون، سیگنال در فواصل زمانی مشخص و مساوی نمونه‌برداری شده، سپس کوانتیده (به انگلیسی: quantized) می‌شود و درنهایت، هر نمونه با تعداد معینی بیت، کد می‌شود.
نتیجهٔ کوانتش (به انگلیسی: quantization) سیگنال آنالوگ، مقادیری از مجموعه‌ای محدود از اعداد صحیح خواهد بود (مثلاً عددی بین ۰ تا ۲۵۵). از آن‌جا که اعضای این مجموعه، اعداد صحیح هستند، می‌توان از روش‌های متداول مخابرات دیجیتال برای ذخیره، مقاوم‌سازی نسبت به خطا (کدینگ کانال) و ارسال سیگنال در کانال مخابراتی استفاده کرد.

پی‌سی‌ام ۴ بیتی یک سیگنال آنالوگ.

از پی‌سی‌ام در تلفن‌های دیجیتال، سامانه‌های صوتی دیجیتال، صدای رایانه و برخی پخش‌کننده‌های صوت دیجیتال استفاده می‌شود.
کیفیت نتیجهٔ این مدولاسیون به دو عامل بستگی دارد؛ سرعت (فرکانس) نمونه‌برداری و تعداد سطوح کوانتش.
شرط لازم برای سرعت نمونه‌برداری این است که فرکانس نمونه‌برداری بیش‌تر از فرکانس نایکوئیست سیگنال آنالوگ باشد.
همچنین با افزایش تعداد سطوح کوانتش، سیگنال دیجیتالِ معادل، تقریب بهتری از سیگنال آنالوگ اصلی خواهد بود.
در مدولاسیون کد-پالس استفاده‌شده در سی‌دی‌های صوتی، فرکانس نمونه‌برداری ۴۴٫۱ کیلوهرتز و تعداد سطوح کوانتش ۶۵۵۳۶ (معادل ۱۶ بیت) است.

## تاریخچه
پی‌سی‌ام در سال ۱۹۳۷ توسط «الکس ریوز» در انگلستان ساخته شد. پیچیدگی زیاد این سامانه، در ابتدا مانع استفاده فوری از آن شد.
در جنگ جهانی دوم در سامانه‌های رله ریزموج ارتش آمریکا قرار گرفت.
در سال ۱۹۴۸ تحقیقات بیشتری روی این سامانه انجام شد.
بعد از آن به‌طور گسترده در سامانه‌های تلفنی بین قاره‌ای مورد استفاده قرار گرفت
وجود مدارات مجتمع و قابلیت مولتی‌پلکس کردن آن سبب پیشرفت این مدولاسیون شد. پی‌سی‌ام در سال ۱۹۶۵ برای ارسال تصاویر عکس‌برداری‌شده از مریخ در سفینه مارینر ۴ استفاده شد، و تصاویری را از فاصله ۲۰۰٫۰۰۰٫۰۰۰ کیلومتری زمین با فرستنده‌ای ۱۰ وات در زمان ۳۰ دقیقه ارسال کرد. آن زمان تقریباً هیچ سامانهٔ از عهده چنین کاری برنمی‌آمد.

## نویز کوانتش
کوانتش سبب اِعوِجاج (به انگلیسی: distortion) در سیگنال می‌شود که آن را نویز کوانتش می‌نامند. نویز کوانتش، تصادفی است، زیرا تفاوت مقدار کوانتیده و سیگنال اصلی، غیرقابل پیش‌بینی است. روش ساده کاهش نویز کوانتش، زیادکردن تعداد سطوح کوانتش است. زیادکردن سطوح کوانتش مستلزم تعداد بیت بیشتری برای ارسال سیگنال است، و پهنای باند لازم، متناسب با تعداد بیت‌هایی است که در ثانیه فرستاده می‌شود. در سامانه‌های عملی، ۱۲۸ سطح برای سیگنال صوتی، کافی است.

## فرستنده پی‌سی‌ام
سیگنال ورودی از یک فیلتر پایین‌گذر عبور کرده و پس از نمونه‌برداری، یک کوانتیزه‌کننده، مقدار هر نمونه را به نزدیک‌ترین مقدار گسسته سطح کوانتش، گرد می‌کند. سپس کدکننده، نمونه‌های کوانتیده را به دیجیتال تبدیل می‌کند.

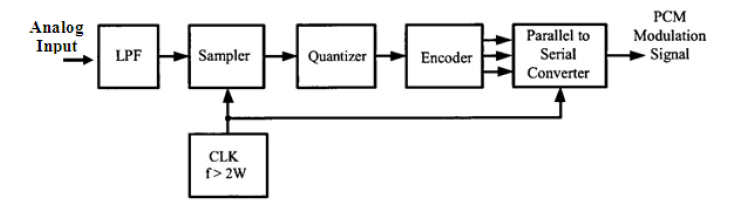
بلوک‌دیاگرام فرستندهٔ pcm.

## گیرنده پی‌سی‌ام

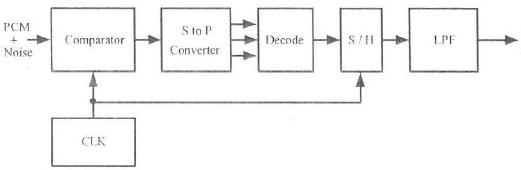
بلوک‌دیاگرام گیرندهٔ پی‌سی‌ام.

اگر سیگنال پی‌سی‌ام آلوده به نویز کانال باشد اما نسبت سیگنال به نویز زیاد باشد، بازسازی سیگنال تقریباً بی‌خطا خواهد بود.
بازسازی دقیق پیام حتی در صورت غلبه کامل به نویز کانال، به علت کوانتش در مبدل‌های آنالوگ به دیجیتال و برعکس در مبدأ و مقصد ناممکن است.

## اثر نویز کانال در پی‌سی‌ام
سیگنال دریافت‌شده در گیرنده علاوه بر نویز کوانتش، به نویز کانال نیز آلوده‌است. نویز کانال نیز می‌تواند باعث خطا در بازسازی سیگنال پی‌سی‌ام، به صورت رقم‌های اشتباه در کلمه کد، می‌شود؛ به‌این‌صورت که کدگُشا، سطح کوانتش نادرستی برای نمونه سیگنال به دست می‌دهد. البته مصونیت پی‌سی‌ام به نویز کانال، بالاست؛ مثلاً پی‌سی‌ام در سامانه‌ای با مقدار سیگنال به نویز S/N=21dB، که برای سایر مدولاسیون‌ها مقدار کمی است، به خوبی کار می‌کند.
در کل، نویز کانال تأثیر چندانی بر پی‌سی‌ام ندارد، زیرا فقط، بودن یا نبودن پالس (و نه مقدار دامنهٔ آن) درگیرندهٔ پی‌سی‌ام مهم است (در واقع، همان دلیل برتری مخابرات دیجیتال بر آنالوگ).
مثلاً برای پی‌سی‌ام در یک کانال 4KHz، این مقدار سیگنال به نویز باعث نرخ خطایی برابر ۰٫۰۰۰۱ می‌شود.

## فشرده‌سازی سیگنال یا کوانتش غیریکنواخت
خطای کوانتش برابر ۱/۲ دامنه سطح کوانتش است؛ مثلاً سامانه‌ای که دارای ۱۲۸ سطح است، حداکثر خطا برابر ۱/۲۵۶ است.
در حالتی که دامنه سیگنال، کم باشد، کوانتش یکنواخت می‌تواند سبب بروز خطا شود؛ مثلاً خطا در همان سامانه ۱۲۸-سطحی با داشتن سیگنالی با دامنه ۱/۶۴ خطایی برابر ¼ خواهیم داشت.
به این دلیل، از کوانتش غیر یکنواخت برای پی‌سی‌ام استفاده می‌شود و سیگنال با دامنه کم، سطح کوانتش بیشتری خواهد داشت؛ یعنی فاصله سطوح برای سیگنال‌های کوچک، کوچکتر و برای سیگنال‌های بزرگ، بزرگتر انتخاب می‌شود.

## مدولاسیون دلتا

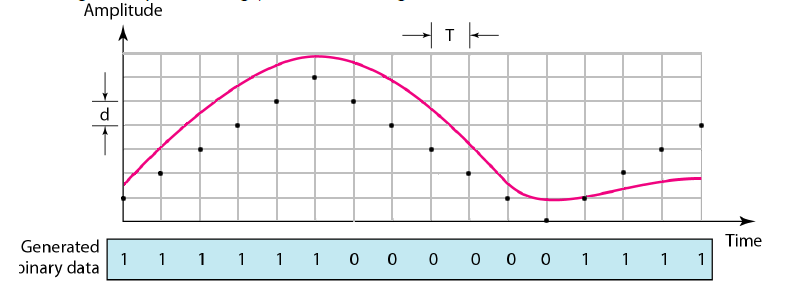
مدولاسیون دلتا

در این روش، در هر نمونه، تنها یک بیت صفر یا یک (معادل مقداری مثبت یا منفی) تغییر می‌کند. مزیت این سامانه این است که کدکردن، کدگُشایی (دی‌کد کردن)، و نیز کوانتش آن، ساده است.
عیب این روش این است که نمی‌تواند تغییر دامنه سریع نمونه‌ها را دنبال کند. درنهایت خطای کوانتش آن زیاد است. چنانچه مقادیر نمونه‌ها نزدیک هم باشد، این عیب چندان محسوس نیست.

## مدولاسیون دلتا-سیگما

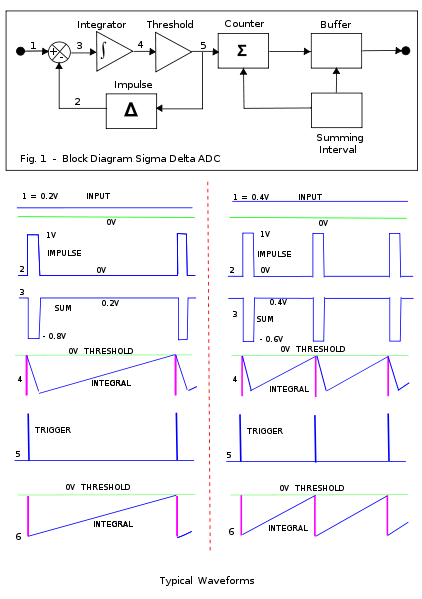
Block Diagram Delta-Sigma

مدولاسیون دلتا، تفاضل (مشتق) مقادیر ورودی را در نظر می‌گیرد، و اگر نمونه‌ها، نویزی باشند، این نویز می‌تواند در سیگنال دمدوله‌شده، به خطای انباشته بینجامد. همچنین اگر سیگنال مولفه dc داشته باشد مشکل دیگری بروز می‌کند.
در مدولاسیون دلتا-سیگما، یک انتگرال‌گیر (یا انباره) به مدولاسیون دلتا اضافه می‌شود.
برای جبران‌سازی اثر انتگرال‌گیر فرستنده، یک مشتق‌گیر در گیرنده اعمال می‌شود. درنهایت مشکل مدولاسون دلتا حل‌شده و
انتگرال‌گیر و مشتق‌گیر، یکدیگر را خنثی می‌کنند.